# Idioma chortí
El chortí o ch'orti' es una lengua mayense hablada por la población chortí, principalmente en los municipios de Jocotán y Camotán en el departamento de Chiquimula, Guatemala y Departamento de Copán, Honduras. En tiempos prehispánicos también fue hablado en el norte de El Salvador, pero en la actualidad está extinto. De los 4,200 chortí en Honduras, quedaron sólo 10 hablantes del idioma chortí en 1997, actualmente sigue siendo hablado por unas pequeñas minorías dispersas en el departamento de Copán. El grupo cholano de la familia de lenguas mayenses es considerado como un conjunto de lenguas bastante conservadoras. Se ha sostenido que esta lengua, junto con el chontal y el chol, estaría relacionada con el idioma maya clásico utilizada en la antigua escritura maya del periodo clásico.

## Historia prehispánica

Pueblos indígenas que habitaban el territorio salvadoreño en tiempos de la conquista: 1. Nahuas, 2. Potones o Lencas salvadoreños, 3. Kakawiras o Cacaoperas, 4. Xincas, 5. Mayas Chortis, 6. Mayas Pokomames, 7. Chorotegas.

Para principios del siglo XVI los chortís se organizaban en una confederación conocida como reino o señorío Payaquí, este idioma se distribuía históricamente en Honduras se localizaban en los Departamentos de Ocotepeque, Copan y una estrecha franja del norte de los Departamentos de Cortés y de Santa Bárbara. Su área geográfica se extendía hasta el norte de El Salvador por el sur, pasaba por la Ciudad de Chiquimula, por el oeste, y llegaba hasta el Golfo Dulce, por el Norte, y se extendía muchos kilómetros al oeste del actual ciudad de Copan Ruinas. Actualmente, la mayor parte de éstos indígenas están ubicados en Guatemala; Chiquimula (Jocotán, Esquipulas, Quezaltepeque, etc.) y el Departamento de Zacapa (La Unión); alcanzando una población de 60,000 personas.. Durante la conquista española fueron liderados por Copán Galel quien presentó resistencia en la actual Copán Ruinas en Honduras y posteriormente en Citalá (El Salvador), siendo en esta última derrotado con lo cual aceptó la rendición y la evangelización.